# 宜阳街道 (常宁市)
宜阳街道，是中华人民共和国湖南省衡陽市常宁市下辖的一个乡镇级行政单位。2015年11月9日，宜潭乡、宜阳街道成建制合并设立宜阳街道。

## 行政区划
宜阳街道下辖以下地区：
城东社区、城北社区、群英社区、嵩宜社区、东湖村、嵩联村、嵩塘村、万寿村、石洲村、南京村、六福村、塘湾村、盟山村、新建村、群英村、和平村、新华村、船山村、江水村、曹同村、福寿村、黄桥村、新联村、中义村、梅塘村、大堰村、联坪村、星子坪村、八角亭村、珠塘村、大桥村、枫坪村、董家村、砂岭村、崔家堰村和邺兰村。